# Montagnole
Montagnole är en kommun i departementet Savoie i regionen Auvergne-Rhône-Alpes i sydöstra Frankrike. Kommunen ligger i kantonen Cognin som tillhör arrondissementet Chambéry. År 2022 hade Montagnole 1 000 invånare.

## Befolkningsutveckling
Antalet invånare i kommunen Montagnole
| Referens: INSEE |